# SC Borussia 1920 Friedrichsfelde
Der SC Borussia Friedrichsfelde ist ein deutscher Sportclub aus Berlin, in dem neben Fußball unter anderem die Sportarten Handball und Basketball angeboten werden.

## Sektion Fußball
Borussia Friedrichsfelde wurde 1920 als Fußballabteilung des M.T.V. Eiche Friedrichsfelde gegründet. Im August 1924 wird der M.T.V. Eiche Friedrichsfelde in SC Borussia 1920 umbenannt und agierte zum Großteil in der Meisterschaft des Verbandes Brandenburgischer Ballspielvereine. Sportlich spielte Friedrichsfelde bis 1945 keine Rolle, mögliche Qualifikationen zur Gauliga Berlin-Brandenburg wurden nicht erreicht.
1945 wurde der Club aufgelöst und als SG Friedrichsfelde neu gegründet. Die Sportgruppe nahm an der Qualifikationsrunde zur Stadtliga Berlin teil, kam mit lediglich drei Punkten aber nur auf dem letzten Tabellenplatz ein. Ihre Eigenständigkeit behielt die SG noch bis 1956, im Anschluss wurde sie der BSG Motor Lichtenberg angeschlossen. Motor Lichtenberg agierte mehrfach kurzzeitig in der Ostberliner Bezirksliga, konnte sich aber nie dauerhaft etablieren.
1990 kehrte die BSG wieder zum historischen Namen Borussia Friedrichsfelde zurück. Der Club spielte seitdem ausnahmslos im lokalen Bereich Berlins. Derzeitige Spielklasse ist die Staffel 3 der Kreisliga B Berlin.

## Statistik
- Teilnahme Stadtliga Berlin (Qualifikation): 1945/46
- Teilnahme Bezirksliga Berlin (Ost): 1955, 1956, 1969/70, 1979/80 bis 1981/82

## Personen
- Jörg Klimpel
- Ralf Rambow
- Christian Stuff